# Sosúa
Sosúa è un comune della Repubblica Dominicana di 44.938 abitanti, situato nella Provincia di Puerto Plata. Comprende, oltre al capoluogo, due distretti municipali: Cabarete e Sabana de Yásica.